# Projekt 671RT
Projekt 671RT „Sjomga“ (Сёмга, russisch für Lachs) war die Bezeichnung einer Baureihe sowjetischer Atom-U-Boote während des Kalten Krieges, die von der NATO als Victor-II-Klasse bezeichnet wurde. Diese nuklearbetriebenen Jagd-U-Boote (SSN) wurden von der sowjetischen Marine zum ersten Mal im Jahr 1972 in Betrieb genommen.

## Entwicklung und Bau
Man behielt die zwei Druckwasserreaktoren vom Typ OK-300, verstärkte aber die Dieselgeneratoren auf je 460 kW. Die U-Boote mussten für die neuen Generatoren, weitere Besatzungsmitglieder und größere Torpedoräume verlängert werden. Als Reserve- oder Notfallantrieb fungierten zwei Elektromotoren mit je 275 PS Leistung, die zwei kleine Propeller, die parallel zur Schraube des Hauptantriebs angeordnet waren, betreiben konnten. Die Boote der Victor-II-Klasse waren wie ihre Vorgänger als Doppelhüllenboote konstruiert und besaßen eine ähnliche Rumpfform, die jedoch erstmals aus vorgefertigten Modulen zusammengesetzt wurde, was die Bauzeit verkürzte.

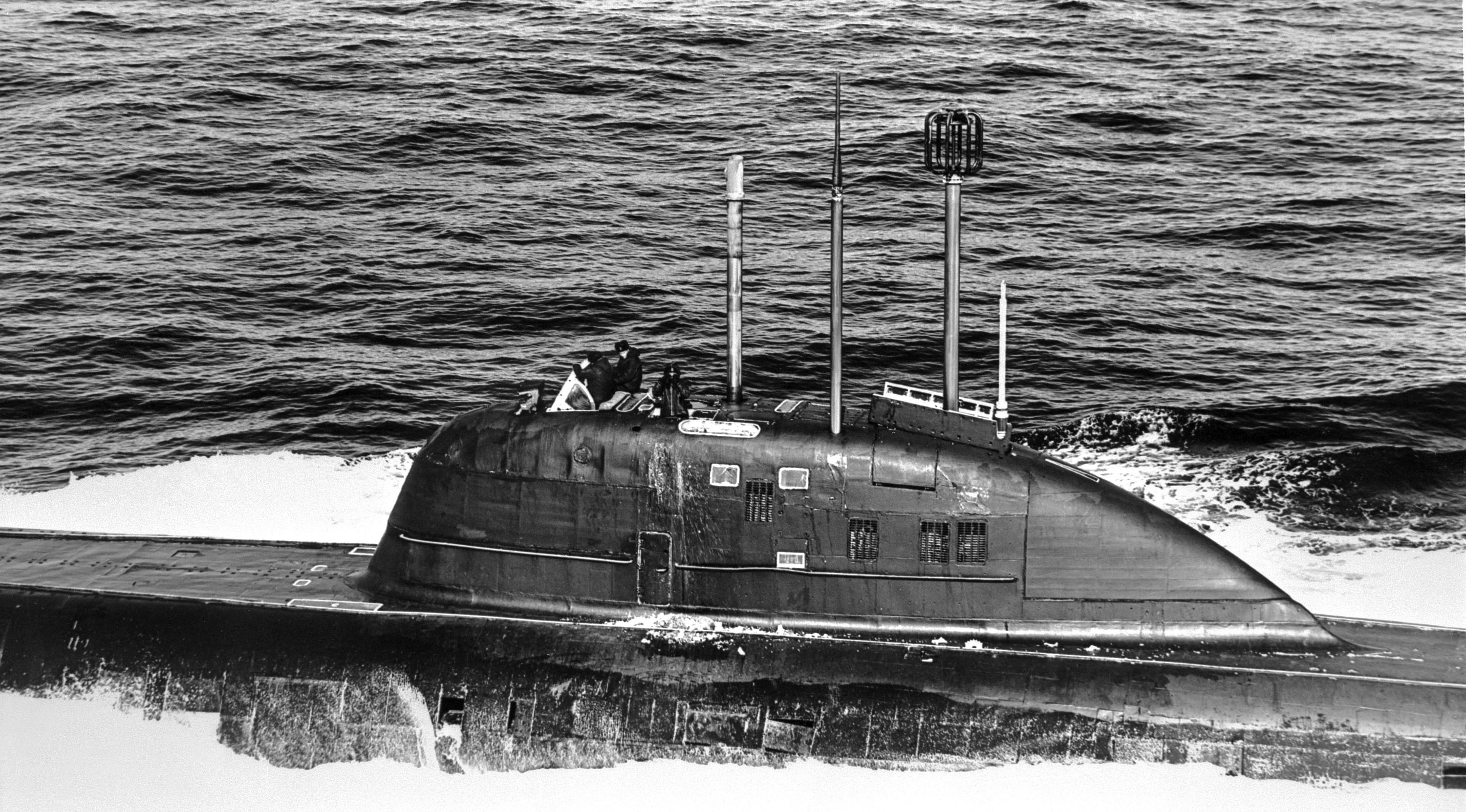
Projekt 671RT, 1986

Die Bewaffnung wurde verstärkt, so dass neben vier 533-mm-Torpedorohren auch zwei 650-mm-Torpedorohre eingeplant wurden. Da die 650-mm-Torpedos auch deutlich länger waren als ihre 533-mm-Vorgänger, musste das Torpedolager vergrößert werden, so dass es weiter ins Schiffsinnere hineinragte. Das machte eine neue Planung der gesamten ersten Sektion des U-Bootes notwendig. Man verlängerte nur den oberen Teil des Torpedolagers nach achtern, so dass nur dort die längeren Torpedos Platz fanden und ihr Vorrat somit nie mehr als sechs Stück betragen konnte (vier im oberen Teil des Lagers und zwei weitere in den Rohren). Die kleineren Torpedos wurden unterhalb, oberhalb und neben den Lagerbänken für die 650-mm-Waffen untergebracht, so dass von ihnen maximal 18 vorhanden waren (je vier in den Lagerregalen an Steuerbord und Backbord, je drei in den beiden mittleren Lagern und vier weitere in den Rohren). Alle Boote konnten neben konventionellen 533-mm- und 650-mm-Torpedos auch mit Nuklear- oder konventionellen Sprengköpfen ausgestattete Raketen vom Typ RPK-2 „Wjuga“ (Вьюга, russisch für Schneesturm) in getauchtem Zustand durch die Torpedorohre abfeuern.
Auf K-378 wurde erstmals zwei fünfblätterige Propeller hintereinander in einem Tandem angeordnet.
Nachdem erst sieben Boote der Klasse in Dienst gestellt waren, stoppte man die Produktion überraschend. Als Grund werden von westlichen Experten Geheimdiensterkenntnisse vermutet, die der KGB von dem Spionagering um den amerikanischen Marineangehörigen John A. Walker erhalten hatte. Diese Informationen vermittelten offenbar den Eindruck, dass die bisherigen U-Boot-Konstruktionen der Sowjetunion für die NATO derart leicht zu orten waren, dass sie kaum mehr einen taktischen Wert hatten.
Alle Boote wurden in den 1990er-Jahren außer Dienst gestellt und werden mittlerweile, teils durch die G8-Staaten und Anrainerstaaten finanziert, abgewrackt. Die Boote werden dabei in drei Sektionen zerlegt. Während Bug- und Hecksektion verschrottet werden können, muss die Reaktorsektion noch Jahre sicher gelagert werden, bevor ihre Zerlegung beginnen kann.
| takt. Nummer | Bauwerft               | Projekt | Kiellegung        | In Dienst seit    | außer Dienst gestellt | Anmerkungen |
| ------------ | ---------------------- | ------- | ----------------- | ----------------- | --------------------- | ----------- |
| K-513        | Admiralitätswerft 12   | 671RT   | 22. Juli 1975     | 2. Februar 1977   | 1994                  | –           |
| K-517        | Admiralitätswerft 12   | 671RT   | 23. März 1977     | 31. Dezember 1978 | 1995                  | –           |
| K-488        | Krasnoje Sormowo Gorki | 671RT   | 15. Dezember 1976 | 23. November 1978 | 1993                  | –           |
| K-467        | Krasnoje Sormowo Gorki | 671RT   | 19. November 1974 | 30. November 1976 | 1997                  | –           |
| K-371        | Krasnoje Sormowo Gorki | 671RT   | 02/05 1973        | 15. November 1974 | 1996                  | –           |
| K-378        | Krasnoje Sormowo Gorki | 671RT   | 2. April 1971     | 30. Dezember 1972 | 1991                  | –           |
| K-495        | Admiralitätswerft 12   | 671RT   | 19. April 1969    | 9. Februar 1976   | 1990                  | –           |

## Einsätze
Die Boote der Victor-II-Klasse gehörten zur sowjetischen Nordflotte und waren größtenteils der 24. U-Boot-Division zugeteilt. Ihre Patrouillenfahrten beschränkten sich hauptsächlich auf das Nordmeer.
K-513 war 1981 in den Seegebieten um den Persischen Golf unterwegs, besuchte Mosambik, den Jemen, Äthiopien und 1982 das befreundete Angola.